# Пашкевич, Степан Афанасьевич
Степан Афанасьев Пашкевич (27 марта 1921 — 7 марта 2014) — советский военнослужащий, участник Великой Отечественной войны. Герой Советского Союза (24 марта 1945 года).

## Биография
Пашкевич С. А., белорус по национальности, родился в Полоцке в рабочей семье. После окончания восьми классов работал кузнецом. В Красную Армию призван в 1940 году.
Участвовал в Великой Отечественной войне с 1941 года. Сержант Пашкевич командовал отделением 7-го отдельного моторизованного понтонно-мостового батальона (1-я понтонно-мостовая бригада, 46-я армия, 2-й Украинский фронт), когда вместе с ним в начале декабря 1944 года принял участие в форсировании Дуная в районе Сегедчепа (Венгрия). Отделением был собран паром для переправки бойцов на плацдарм; всего было сделано семь рейсов. 24 марта 1945 года Пашкевичу С. А. было присвоено звание Героя Советского Союза.
Демобилизовавшись после войны, Пашкевич С. А. вернулся в Полоцк, где умер 7 марта 2014 года. 
21 апреля 1970 года Пашкевич стал почётным гражданином Полоцка.

## Награды
- Герой Советского Союза (24 марта 1945 года);
- Орден Ленина;
- Орден Октябрьской Революции;
- Орден Отечественной войны I и II степени;
- Орден «За службу Родине» III степени (Указ Президента Республики Беларусь от 15.04.1999)[3].
- Медали.